# Hans-Joachim Ziegeler
Hans-Joachim Ziegeler (* 28. November 1944 in Mühlhausen/Thüringen) ist ein deutscher Germanist und emeritierter Professor für Ältere Deutsche Literatur an der Universität zu Köln.

## Leben
Ziegeler studierte Germanistik und Geschichte in Würzburg und Tübingen, wo er 1966 der Tübinger Königsgesellschaft Roigel beitrat. 1971 legte er das Erste, 1972 das Zweite Staatsexamen ab und war anschließend Assessor am Gymnasium und in der Graduiertenförderung. Zwischen 1974 und 1991 war er wissenschaftlicher Angestellter am Deutschen Seminar der Universität Tübingen. Seine Promotion erfolgte 1981 und seine Habilitation 1991. Er nahm Lehrstuhlvertretungen an den Universitäten in Konstanz, München, Köln und Aachen wahr und war seit 1996 bis zu seiner Emeritierung Professor für deutsche Literatur des späten Mittelalters und der frühen Neuzeit am Institut für deutsche Sprache und Literatur der Universität zu Köln.

## Schwerpunkte in Forschung und Lehre
Ziegeler forscht zur deutschen Literatur des 9. bis 16. Jahrhunderts in historischen und kulturellen Kontexten. Er widmet sich der Geschichte des Erzählens, der Gattungstheorie und der Überlieferungsgeschichte. Neuerdings erforscht er den Themenkomplex Text und Bild.

## Veröffentlichungen
- Orte der Literatur. Böhlau, Köln 2009, ISBN 978-3-412-20396-2.
- Chansons de geste im europäischen Kontext. V & R unipress, Göttingen 2008, ISBN 978-3-89971-429-6.
- Ritual und Inszenierung. Niemeyer, Tübingen 2004, ISBN 978-3-484-64026-9.
- Erzählen im Spätmittelalter. Artemis-Verl., München 1985, ISBN 978-3-7608-3387-3.